# Eugène Dubois
Eugène Dubois all'anagrafe Marie Eugène François Thomas Dubois (Eijsden, 28 gennaio 1858 – Haelen, 16 dicembre 1940) è stato un antropologo olandese.

## Biografia
Raggiunse fama mondiale per la scoperta dell'uomo di Giava, uno dei primi esempi di Pithecanthropus erectus in seguito conosciuto come Homo erectus. Sebbene prima di Dubois molti ominidi fossero stati scoperti e studiati, Dubois fu il primo antropologo a condurre una ricerca mirata su di loro.